# Del Roy
Del Roy è stato un costruttore americano di auto da corsa presente nelle gare statunitensi negli anni cinquanta.
Ha partecipato solamente alla 500 Miglia di Indianapolis 1953 con Johnny Thomson non terminando la gara.
Tra il 1950 e il 1960 la 500 Miglia di Indianapolis faceva parte del Campionato mondiale di Formula 1, per questo motivo la Del Roy ha all'attivo anche 1 Gran Premio in F1.